# Sørvágs Ítóttarfelag

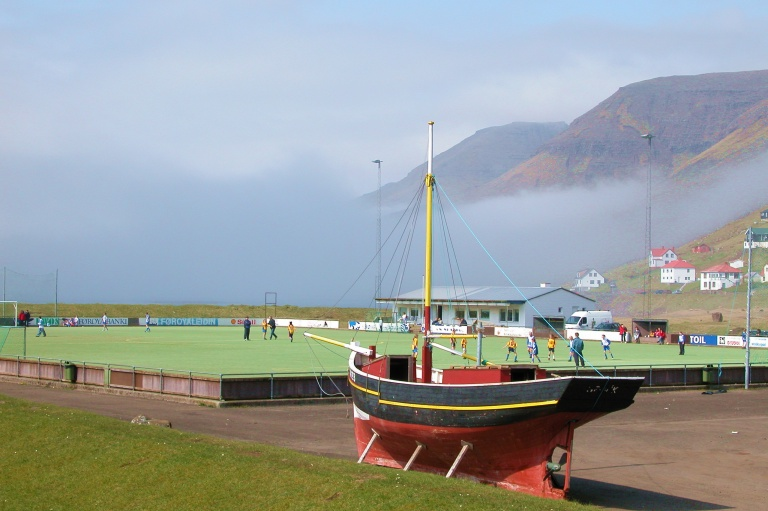
Á Plenuni vicino al molo del villaggio di Sørvágur, durante una partita.

Il Sørvágs Ítóttarfelag, più comunemente denominata SÍ Sørvágur o solo SÍ, è una società calcistica faroese fondata nel 1905 con sede nel villaggio di Sørvágur.
Attualmente milita nella 1. deild (la Serie B faroense) ma negli anni '40 fu una delle più forti squadre delle Faer Oer vincendo addirittura la Formuladeildin nel 1947.
Lo stadio Á Plenuni non ha né tribune né gradinate ma solamente delle panchine in legno per i pochissimi spettatori.

## Palmarès

### Competizioni nazionali
- 1. deild: 1

1969
- 2. deild: 1

2005
| Controllo di autorità | VIAF (EN) 172647178 · LCCN (EN) n2011046062 |